# Яновский уезд
Яновский уезд — административная единица в составе Люблинской губернии Российской империи, существовавшая c 1837 года по 1919 год. Административный центр — город Янов.

## История
Уезд образован в 1837 году в составе Люблинской губернии Российской империи. В 1919 году преобразован в Хелмский повят Люблинского воеводства Польши.

## Население
По переписи 1897 года население уезда составляло 117 144 человек, в том числе в городе Янов — 7919 жит., в безуездном городе Красник — 8257 жит.

### Национальный состав
Национальный состав по переписи 1897 года:
- поляки — 100 091 чел. (85,4 %),
- евреи — 11 642 чел. (9,9 %),
- русские — 3223 чел. (2,8 %),
- украинцы (малороссы) — 1404 чел. (1,2 %),

## Административное деление
В 1913 году в состав уезда входило 14 гмин: 
| - Аннополь — пос. Аннополь, - Бржозовка — д. Полихна, - Вильколаз — д. Вильколаз, - Госцерадов — с. Госцерадов, - Дзержковице — с. Дзержковице, - Закликов — пос. Закликов, - Закржувск — с. Закржувск, | - Кавенчин — д. Кавенчин, - Косин — д. Косин, - Модлиборжице — пос. Модлиборжице, - Поток — д. Поток, - Тржидник — д. Тржидник, - Уржендов — пос. Уржендов, - Хржанов — с. Хржанов. |